# Anna Smeliansky
Anna Smeliansky (hebräisch אנה סמליאנסקי; geboren 3. Januarjul. / 15. Januar 1879greg. in Telepino, Gouvernement Kiew, Russisches Kaiserreich; gestorben 20. Juli 1961 in Tel Aviv-Jaffa) war eine israelische Psychoanalytikerin.

## Leben
Anna Smeliansky war eine Tochter eines jüdischen Pächters, ihr älterer Bruder Mosche Smilansky wurde Schriftsteller. Sie wurde zu Hause unterrichtet und legte in Odessa eine Prüfung zur Hauslehrerin ab. Früh wurde bei ihr eine angeborene retinale Atrophie diagnostiziert. Sie studierte ab 1900 in Bern Medizin und wurde 1907 bei William Silberschmidt am Hygiene-Institut der Universität Zürich promoviert.
Smeliansky wurde Zionistin und wanderte 1912 nach Palästina im Osmanischen Reich aus, wo sie als Ärztin in Jerusalem arbeitete. Das helle Tageslicht schadete ihren Augen, und so kehrte sie ein Jahr später nach Europa zurück. 1920 waren sie und Ernst Simmel die ersten Assistenten bei Max Eitingon, der mit Karl Abraham die Psychoanalytische Poliklinik in Berlin gründete. Einen Heiratsantrag Eitingons lehnte sie ab. Sie wurde 1921 Mitglied der Berliner Psychoanalytischen Vereinigung, beziehungsweise der Deutschen Psychoanalytischen Gesellschaft (DPG).
Bei der Machtübergabe an die Nationalsozialisten 1933 floh Smeliansky nach Palästina und gründete zusammen mit den ebenfalls aus Berlin geflohenen Psychoanalytikern Max Eitingon, Mosche Wulff und Ilja Schalit sowie dem Wiener Martin Pappenheim die Palästinensische Psychoanalytische Gesellschaft (Chewrah Psychoanalytith b’Erez-Israel, CPEI). Ab 1939 war sie Mitglied im Ausbildungskomitee des Psychoanalytischen Instituts in Jerusalem. Obwohl sie nahezu erblindete, konnte sie noch bis ins hohe Alter als freiberufliche Analytikerin praktizieren und nahm an den Sitzungen der Israel Psychoanalytic Society (Chewrah Psychoanalytith b’Israel, CPI) teil.

## Schriften
- Über den Einfluss verschiedener Zusätze auf die Labgerinnung der Kuhmilch. Med. Diss. Zürich 1906/07; München 1906
- Anna Smeliansky, Albert Nacht: Max Eitingon, von Freunden gesehen. In: Die Chewrah Psychoanalytith b’Erez-Israel gratuliert ihrem Präsidenten zum sechzigsten Geburtstag. Jerusalem 1941 (Privatdruck)